# Прокопенко, Галина Васильевна
Галина Васильевна Прокопенко (1900, Воронежская область — 14 апреля 1944) — член Коммунистической подпольной организации в тылу немцев (КПОВТН), действовавшей в Севастополе в 1942—1944 гг. под руководством Василия Ревякина.

## Биография
Родилась в 1990 году в Воронежской области.
На начало Великой Отечественной войны проживала в Севастополе, в период обороны города работала заведующей магазином. В последние дни обороны оказалась в плену и была помещена в лагерь военнопленных в районе Карантинной бухты, откуда с помощью местных жителей совершила побег.
После этого активно участвовала в издании и распространении подпольной газеты «За Родину», листовок, осуществляла связь между подпольщиками и лагерем военнопленных, помогала укрыться бежавшим из лагеря.
Исполняя задание КПОВТН, поступила на работу уборщицей в немецкую воинскую часть, размещавшуюся на Лабораторной улице, где собирала разведывательные данные.
Арестована в марте 1944 года. 14 апреля, подвергнувшись пыткам и истязаниям, вместе с другими подпольщиками казнена оккупантами в Юхариной балке.
Похоронена на севастопольском кладбище Коммунаров в Братской могиле подпольщиков.

## Память
- 16 апреля 1968 года часть улицы Рябова Ленинского района Севастополя была выделена в самостоятельную и названа улицей Галины Прокопенко.